# Cycas guizhouensis
Cycas guizhouensis — вид голонасінних рослин класу саговникоподібні (Cycadopsida).
Етимологія: від провінції Гуйчжоу, з латинським суфіксом -ensis, що означає походження.

## Опис
Стовбури від деревовидих до безстеблевих, 1 м заввишки, 10–15 см в діаметрі у вузькому місці; 5–20 листків у кроні. Листки темно-зелені, напівглянсові, завдовжки 100–180 см. Пилкові шишки веретеновиді, від оранжевих до коричневих (дуже бліді), завдовжки 20–40 см, 6–14 см в діаметрі. Мегаспорофіли 10–20 см завдовжки, жовта-повстяні або коричнево-повстяні. Насіння майже кулясте, 23–29 мм завдовжки, 22–28 мм завширшки; саркотеста жовта, не вкрита нальотом, товщиною 1,5 мм.

## Поширення, екологія
Країни поширення: Китай (Гуансі, Гуйчжоу, Юньнань). Записаний від 400 до 1300 м над рівнем моря. Цей вид є типовим для малих, низькорослих лісів на крутих схилах на вапнякових ґрунтах, блефах чи осипах, а також поширений на крутих і майже неприступних горах вапняку. Рослини мешкають також у крутих річкових долинах.

## Загрози та охорона
Руйнування довкілля в межах ареалу цього виду було значним. Цьому виду також загрожує надмірне збирання для харчового, медичного і декоративного використання.

## Систематика
У деяких джерелах розглядається як синонім Cycas szechuanensis C.Y.Cheng, W.C.Cheng & L.K.Fu